# Cure de l'église Sainte-Croix de Tours
La cure de l'église Sainte-Croix de Tours est l'ancien presbytère d'une église de la commune française de Tours dans le Vieux-Tours.
Construit au XIIe siècle puis remanié aux XIIIe et XVe siècles, il est inscrit comme monument historique par arrêté du 19 décembre 1939.

## Historique et architecture

Plan de l'église et de sa cure.

La cure est contiguë, côté nord, à la première travée de l'église. Elle se compose d'une salle unique de la fin du XIe siècle ou du début du XIIe siècle qui donne, au rez-de-chaussée, dans le transept nord de l'église. Le premier étage est revoûté au XIIIe siècle et une tourelle extérieure pentagonale est ajoutée au XVe siècle dans l'angle du pignon de la cure et du mur gouttereau nord de l'église.
En 1562, elle est désignée sous le nom de « Fosse Poterne ».
Le bâtiment est inscrit comme monument historique par arrêté du 19 décembre 1939.